# Zaklików
Zaklików è un comune rurale polacco del distretto di Stalowa Wola, nel voivodato della Precarpazia.
Ricopre una superficie di 202,15 km² e nel 2004 contava 8 642 abitanti.